# برهان معجزات
برهان معجزات، یکی از برهان‌های اثبات وجود خدا است.

## تقریر برهان
معجزه (به انگلیسی: miracle)، در عرف عام بر حوادث شگفت‌آور، غیرعادی و فراطبیعی گفته می‌شود. در برهان معجزات، معجزه امر خارق‌العاده‌ای است که از راه علل ماوراء طبیعی با اراده خدا از شخص مدّعی نبوت به نشانه صدق ادّعای وی، همراه با تحدی یا مبارزه طلبی ظاهر می‌شود. در کلام قدیم علامه حلی نیز گفته‌است: «و نعنی بالمعجزه ثبوت ما لیس بمعتاد مع خرق العاده و مطابقه الدعوی…» معجزه ثبوت چیزی است که معمول و عادی نباشد یا نفی چیزی است که معمول و عادی نیست بشرطی که همراه خرق عادت و مطابق دعوای نبوت باشد.
البته رخدادهای غیرعادی که در اثر دعا و نظایر آن در زندگی افراد حاصل می‌گردند که مبدأ و علت مادی و طبیعی نداشته باشند، از آن‌ها تعبیر به کرامت یا معجزه می‌شود، پس ناگزیر علتی غیر مادی که سبب پیدایش آن‌هاست (خدا) باید وجود داشته باشد.

### قرآن
گرچه اعجاز مستقیماً در قرآن به کار نرفته، اما اعجاز قرآن کتاب مقدس مسلمانان، در بین متکلمان به عنوان روشن‌ترین دلیل پیامبری محمد امین پیامبر اسلام مطرح است.
شیوه اعجاز قرآن، پاسخگوی براهینی است که در رد و نقد معجزه آمده‌است. چراکه اغلب این برهان‌ها، به نقد و ردّ معجزاتی حسی که با چشم دیده شده‌اند (و یا مشابه آن)، اشاره می‌کند که اطمینانی به درستی آن موارد وجود ندارد؛ در حالی که معجزه بودن قرآن مثلاً از جهت شیوایی کلامش است که بیانش خرق عادت گویندگان است؛ خود را معجزه معرفی کرده و به اصطلاح تحدی می‌نماید.
به این معنا که قرآن مخالفان را دعوت به آوردن ده و حتی یک سوره مشابه سوره‌های قرآن می‌کند (اصطلاحاً تحدی) و تأکید می‌کند که هرگز کسی نخواهد توانست تا ابد این کار را انجام دهد.

## نقدها

### آرای هیوم
هیوم در بحث از دین وحیانی، وقوع معجزه را به عنوان یک پدیده گزارش شده در تاریخ، به روش استدلال علّی می‌سنجد و در امکان اثبات وقوع معجزه در تاریخ تردید می‌افکند.
او با طرح اشکالاتی، در صدد رد دلالت معجزه در اثبات وجود خداوند است:
1. معجزه‌ای را نمی‌توان یافت که افراد کافی و واجد شرایط، آن را تصدیق کرده باشند و آن معجزه به‌طور علنی در ناحیه مشهوری از جهان رخ داده باشد تا اعتراف به آن اجتناب‌ناپذیر باشد. معجزات همواره نامحتمل‌اند. بله
2. انسان در طبیعت خود، گرایش بسیار زیادی به امور عجیب و غریب دارد. اگر روح دین با این گرایش در هم آمیزد، عقل سلیم به پایان می‌رسد.
3. واقعیت این است که خبرهای فوق طبیعی و اعجازآمیز بیشتر میان ملت‌های جاهل و وحشی مشاهده می‌شوند. همین واقعیت، تردیدی جدی و قوی ضد آن‌ها به وجود می‌آورد.
4. به دلیل تعارض ادیان مختلف، معجزه‌هایی که برای اثبات حقانیت هر یک از آن‌ها ادعا شده‌اند، یکدیگر را تضعیف و باطل می‌کنند. ادیان یکدیگر را خنثی می‌کنند.

## مطالعه بیش‌تر
- David Hume An Enquiry Concerning Human Understanding, L. A. Selby Bigge, ed. Oxford: Clarendon Press, 1902. ISBN 978-0-19-824535-3
- Richard Swinburne [ed.] Miracles. London: Collier Macmillan Publishers, 1989. ISBN 0-02-418731-3